# Чернушка (Курганская область)
Чернушка — деревня в Катайском районе Курганской области. Расположена на реке Синаре.

## География
Деревня расположена на левом берегу реки Синары, в 18 километрах на юго-восток от ближайшего города — Каменска-Уральского, в 31 километре (в 41 километре по автодороге) к юго-западу от районного центра — города Катайска, в 221 километре (в 259 километрах по автодороге) к северо-западу от областного центра — города Кургана. Деревня расположена вблизи границы Курганской и Свердловской областей.
Часовой пояс
Чернушка, как и вся Курганская область, находится в часовой зоне МСК+2. Смещение применяемого времени относительно UTC составляет +5:00.

## История
В 1834 году деревня Черная входила в Зырянскую волость Камышловского уезда Пермской губернии.
Деревня входила в Зырянский приход. По состоянию на 1902 год, в деревне Черная жили государственные крестьяне, все русские, православные, занимались хлебопашеством.
В июле 1918 года установлена белогвардейская власть. В июле 1919 года установлена советская власть.
В 1928 году Чёрная (Чернушка) входила в Зырянский сельсовет Каменского района Шадринского округа Уральской области.
В советское время жители работали в колхозе им. Калинина. В 1961 году колхоз вошёл в состав молочного совхоза «Красные орлы».
Законом Курганской области от 31 октября 2018 года N 124, Зырянский сельсовет был упразднён, а его территория с 17 ноября 2018 года включена в состав Верхнеключевского сельсовета. Законом Курганской области от 29 сентября 2022 года упразднён Верхнеключевской сельсовет, а деревня вошла в состав новообразованного Катайского муниципального округа.

## Население
| 1869 | 1904 | 1920 | 1926 | 1989 | 2002 | 2004 |
| ---- | ---- | ---- | ---- | ---- | ---- | ---- |
| 170  | ↗292 | ↗386 | ↘375 | ↘31  | ↘29  | ↘16  |
| 2010 |      |      |      |      |      |      |
| ↗20  |      |      |      |      |      |      |

Структура
- По данным переписи 2002 года в деревне проживало 29 человек, из них русские — 97 %.

- По данным переписи 1926 года в деревне Чёрная (Чернушка) было 72 двора с населением 375 человек (мужчин — 165, женщин — 210), все русские.[5]

## Инфраструктура
В двух километров восточнее деревни расположен щебневый карьер. Идёт его разработка.
| Список улиц | Список улиц | Список улиц |
| #           | Тип         | Название    |
| ----------- | ----------- | ----------- |
| 1           | улица       | Калинина    |
| 2           | улица       | Кирова      |
| 3           | улица       | Набережная  |